# Curling-Europameisterschaft 1986
Die Curling-Europameisterschaft 1986 der Männer und Frauen fand vom 9. bis 13. Dezember in Kopenhagen in Dänemark statt.

## Turnier der Männer

### Teilnehmer
| Dänemark                                                                                       | BR Deutschland                                                                        | England                                                                                       | Finnland | Frankreich                                                                                            |
| ---------------------------------------------------------------------------------------------- | ------------------------------------------------------------------------------------- | --------------------------------------------------------------------------------------------- | --- | --- |
| Skip: Tommy Stjerne Third: Per Berg Second: Peter Andersen Lead: Ivan Frederiksen              | Skip: Roland Jentsch Third: Uli Sutor Second: Charlie Kapp Lead: Thomas Vogelsang     | Skip: Bob Martin Third: Ronnie Brock Second: Robin Gemmell Lead: John Brown                   | Skip: Jussi Uusipaavalniemi Third: Jarmo Jokivalli Second: Markko Uusipaavalniemi Lead: Petri Tsutsunen Ersatz: Juhani Heinonen | Skip: Jean-Francois Orset Third: Claude Feige Second: Jean-Louis Sibuet Lead: Marc Sibuet             |
| Italien                                                                                        | Niederlande                                                                           | Norwegen                                                                                      | Österreich | Schweden                                                                                              |
| Skip: Andrea Pavani Third: Franco Sovilla Second: Fabio Alverà Lead: Stefano Morona            | Skip: Wim Neeleman Third: Jheroen Tilman Second: Otto Veening Lead: Floris van Imhoff | Skip: Tormod Andreassen Third: Flemming Davanger Second: Stig-Arne Gunnestad Lead: Kjell Berg | Skip: Christian Wiesern Third: Herwig Ritter Second: Thomas Wieser Lead: Konrad Weiser                                          | Skip: Göran Roxin Third: Claes Roxin Second: Björn Roxin Lead: Lars-Eric Roxin Ersatz: Anders Ehrling |
| Schweiz                                                                                        | Schottland                                                                            | Wales                                                                                         | | |
| Skip: Felix Luchsinger Third: Thomas Grendelmeier Second: Daniel Steiff Lead: Fritz Luchsinger | Skip: Lindsay Scotland Third: Richard Gray Second: Alistair Gray Lead: Martin Brown   | Skip: John Stone Third: John Guyan Second: Michael Hunt Lead: John Hunt                       | | |

### Erste Phase
Die 13 Teams ermittelten in drei Eliminationsrunden die 8 Teilnehmer der zweiten Phase:
- In der ersten Eliminationsrunde spielten die 13 Teams 2 Plätze in der zweiten Phase aus.
- Die restlichen 11 Teams spielten in der zweiten Eliminationsrunde weitere 3 Plätze in der zweiten Phase aus.
- In der dritten Eliminationsrunde wurden von den restlichen 8 Teams die letzten drei Plätze in Phase 2 ausgespielt.

Die 5 ausgeschiedenen Mannschaften spielten in einer Platzierungsrunde um die Ränge 9-13.
| 1. Elimination               | 1. Elimination |
| 1. Runde                     | 1. Runde       |
| ---------------------------- | -------------- |
| Niederlande – Finnland       | 10-8           |
| Dänemark – Wales             | 10-2           |
| Schweiz – Italien            | 8-3            |
| England – Österreich         | 6-4            |
| Schottland – Frankreich      | 8-3            |
| 2. Runde                     |                |
| BR Deutschland – Niederlande | 9-7            |
| Dänemark – Schweiz           | 6-5            |
| Schweden – England           | 10-5           |
| Norwegen – Schottland        | 6-1            |
| 3. Runde                     |                |
| BR Deutschland – Dänemark    | 3-7            |
| Schweden – Norwegen          | 3-8            |

| 2. Elimination              | 2. Elimination |
| 1. Runde                    | 1. Runde       |
| --------------------------- | -------------- |
| Wales – Italien             | 5-6            |
| 2. Runde                    |                |
| Italien – Finnland          | 8-4            |
| Österreich – Frankreich     | 4-7            |
| Niederlande – Schweiz       | 2-9            |
| England – Schottland        | 3-8            |
| 3. Runde                    |                |
| Italien – Schweden          | 7-4            |
| BR Deutschland – Frankreich | 3-7            |
| Schweiz – Schottland        | 6-3            |

| 3. Elimination           | 3. Elimination |
| 1. Runde                 | 1. Runde       |
| ------------------------ | -------------- |
| England – Wales          | 5-2            |
| Österreich – Finnland    | 7-6            |
| 2. Runde                 |                |
| BR Deutschland – England | 9-4            |
| Schweden – Niederlande   | 7-5            |
| Schottland – Österreich  | 4-3            |

| Ergebnisse der ersten Phase     | Ergebnisse der ersten Phase                                                               |
| ------------------------------- | ----------------------------------------------------------------------------------------- |
| Qualifiziert für Phase 2        | BR Deutschland, Schottland, Norwegen, Italien, Schweiz, Frankreich, Schweden und Dänemark |
| In der Platzierungsrunde (9-13) | Wales, Österreich, Niederlande, Finnland und England                                      |

### Zweite Phase
Die 8 aus die in die zweite Phase aufgestiegen waren, spielten in zwei Eliminationsrunden die 4 Halbfinal Plätze aus.:
- Die 8 Teams spielten in der ersten Eliminationsrunde um 2 Halbfinalplätze.
- Die restlichen 6 Teams spielten in der zweiten Eliminationsrunde um die letzten 2 Halbfinal Plätze.

Die 4 ausgeschiedenen Teams spielten eine Platzierungsrunde um die Ränge 5-8.
| 1. Elimination            | 1. Elimination |
| 1. Runde                  | 1. Runde       |
| ------------------------- | -------------- |
| BR Deutschland – Schweden | 9-1            |
| Norwegen – England        | 8-2            |
| Schweiz – Niederlande     | 9-2            |
| Schottland – Dänemark     | 6-7            |
| 2. Runde                  |                |
| Schweden – Italien        | 7-4            |
| Schweiz – Norwegen        | 9-6            |

| 2. Elimination              | 2. Elimination |
| 1. Runde                    | 1. Runde       |
| --------------------------- | -------------- |
| Dänemark – Schottland       | 3-6            |
| Frankreich – BR Deutschland | 5-6            |
| 2. Runde                    |                |
| Norwegen – Schottland       | 6-3            |
| Italien – BR Deutschland    | 6-2            |

| Ergebnisse der 2. Phase        | Ergebnisse der 2. Phase                             |
| ------------------------------ | --------------------------------------------------- |
| Qualifiziert fürs Halbfinale   | Schweden, Schweiz, Norwegen und Italien             |
| In der Platzierungsrunde (5-8) | Dänemark, Schottland, Frankreich und BR Deutschland |

### Platzierungsrunde
Ränge 9-13
Die fünf in Phase 1 ausgeschiedenen Teams spielten in zwei Eliminationsrunden um die Ränge 9-13
| 1. Elimination           | 1. Elimination |
| 1. Runde                 | 1. Runde       |
| ------------------------ | -------------- |
| Finnland – Wales         | 7-6            |
| 2. Runde                 |                |
| England – Finnland       | 7-6            |
| Niederlande – Österreich | 5-6            |
| Spiel um Rang 9.         |                |
| England – Österreich     | 2-9            |

| 2. Elimination      | 2. Elimination |
| 1. Runde            | 1. Runde       |
| ------------------- | -------------- |
| Niederlande – Wales | 7-8            |
| Spiel um Rang 11.   |                |
| Finnland – Wales    | 8-3            |

| Endstand | Endstand    |
| -------- | ----------- |
| 9.       | Österreich  |
| 10.      | England     |
| 11.      | Finnland    |
| 12.      | Wales       |
| 13.      | Niederlande |

Ränge 5-8
Die vier in Phase 2 ausgeschiedenen Teams spielten um die Ränge 5-8
| Platzierungsrunde           | Platzierungsrunde |
| Spiel um Rang 7.            | Spiel um Rang 7.  |
| --------------------------- | ----------------- |
| Dänemark – Frankreich       | 3-2               |
| Spiel um Rang 5.            |                   |
| Schottland – BR Deutschland | 8-7               |

| Endstand | Endstand       |
| -------- | -------------- |
| 5.       | Schottland     |
| 6.       | BR Deutschland |
| 7.       | Dänemark       |
| 8.       | Frankreich     |

|  | Halbfinale | Halbfinale | Halbfinale |   |          | Finale                      | Finale                      | Finale                      |
|  |            |            |            |   |          |                             |                             |                             |
|  |            |            |            |   |          |                             |                             |                             |
|  | 3          | Schweden   | 7          |   |          |                             |                             |                             |
|  | 2          | Norwegen   | 4          |   |          |                             |                             |                             |
|  |            |            |            | 2 | Schweden | 7                           |                             |                             |
|  |            |            |            |   | 1        | Schweiz                     | 8                           |                             |
|  | 4          | Schweiz    | 9          |   |          |                             |                             |                             |
|  | 1          | Italien    | 2          |   |          | Spiel um die Bronzemedaille | Spiel um die Bronzemedaille | Spiel um die Bronzemedaille |
|  |            |            |            |   |          | 3                           | Norwegen                    | 9                           |
|  | 4          | Italien    | 4          |   |          |                             |                             |                             |
|  |            |            |            |   |          |                             |                             |                             |

| Platz | Land           |
| ----- | -------------- |
| 1     | Schweiz        |
| 2     | Schweden       |
| 3     | Norwegen       |
| 4     | Italien        |
| 5     | Schottland     |
| 6     | BR Deutschland |
| 7     | Dänemark       |
| 8     | Frankreich     |
| 9     | Österreich     |
| 10    | England        |
| 11    | Finnland       |
| 12    | Wales          |
| 13    | Niederlande    |
| 14    | Luxemburg      |

## Turnier der Frauen

### Teilnehmer
| Dänemark                                                                                             | BR Deutschland                                                                                  | England                                                                                   | Finnland                                                                           | Frankreich                                                                                   |
| --- | ----------------------------------------------------------------------------------------------- | ----------------------------------------------------------------------------------------- | ---------------------------------------------------------------------------------- | -------------------------------------------------------------------------------------------- |
| Skip: Maj-Brit Rejnholdt-Christensen Third: Jane Bidstrup Second: Hanne Olsen Lead: Lone Bagge Harry | Skip: Andrea Schöpp Third: Almut Hege-Schöll Second: Monika Wagner Lead: Elinore Schöpp         | Skip: Jean Picken Third: Lynda Clegg Second: Mary Finlay Lead: Doris Vickers              | Fourth: Taru Kivinen Skip: Jaana Jokela Second: Kirsi Jeskanen Lead: Nina Pöllänen | Skip: Andrée Dupont-Roc Third: Annick Mercier Second: Catherine Lefebvre Lead: Agnes Mercier |
| Italien                                                                                              | Niederlande                                                                                     | Norwegen                                                                                  | Österreich                                                                         | Schweden                                                                                     |
| Skip: Maria-Grazzia Lacedelli Third: Ann Lacedelli Second: Thea Valt Lead: Angela Constantini        | Skip: Laura van Imhoff Third: Gerrie Veening Second: Jenny Bovenschen Lead: Mirjam Boymans-Gast | Skip: Trine Trulsen Vågberg Third: Dordi Nordby Second: Hanne Woods Lead: Mette Halvorsen | Skip: Lilly Hummelt Third: Anna Egger Second: Andrea von Malberg Lead: Jutta Kober | Skip: Elisabeth Högström Third: Birgitta Sewik Second: Eva Andersson Lead: Bitte Berg        |
| Schweiz                                                                                              | Schottland                                                                                      | Wales                                                                                     |                                                                                    |                                                                                              |
| Skip: Liliane Raisin Third: Claude Orizet Second: Carole Barbey Lead: Beatrice Pochon                | Skip: Gay Deas Third: Beryl Anita Harley Second: Jane Smith Lead: Edna Nelson                   | Skip: Elizabeth Hunt Third: Margaret Guyan Second: Margaret Crawley Lead: Jean Robinson   |                                                                                    |                                                                                              |

### Erste Phase
Die 13 Teams ermittelten in drei Eliminationsrunden die 8 Teilnehmer der zweiten Phase:
- In der ersten Eliminationsrunde spielten die 13 Teams 2 Plätze in der zweiten Phase aus.
- Die restlichen 11 Teams spielten in der zweiten Eliminationsrunde weitere 3 Plätze in der zweiten Phase aus.
- In der dritten Eliminationsrunde wurden von den restlichen 8 Teams die letzten drei Plätze in Phase 2 ausgespielt.

Die 5 ausgeschiedenen Mannschaften spielten in einer Platzierungsrunde um die Ränge 9-13.
| 1. Elimination               | 1. Elimination |
| 1. Runde                     | 1. Runde       |
| ---------------------------- | -------------- |
| Italien – Finnland           | 7-11           |
| Dänemark – Wales             | 8-3            |
| Schweden – England           | 9-5            |
| Österreich – Frankreich      | 4-7            |
| BR Deutschland – Niederlande | 8-4            |
| 2. Runde                     |                |
| Schweiz – Finnland           | 10-7           |
| Dänemark – Schweden          | 4-3            |
| Schottland – Frankreich      | 11-9           |
| Norwegen – BR Deutschland    | 7-8            |
| 3. Runde                     |                |
| Schweiz – Dänemark           | 6-8            |
| Schottland – BR Deutschland  | 4-8            |

| 2. Elimination           | 2. Elimination |
| 1. Runde                 | 1. Runde       |
| ------------------------ | -------------- |
| Wales – England          | 1-11           |
| 2. Runde                 |                |
| England – Italien        | 2-9            |
| Österreich – Niederlande | 9-8            |
| Finnland – Schweden      | 9-7            |
| Frankreich – Norwegen    | 9-7            |
| 3. Runde                 |                |
| Italien – Schottland     | 6-5            |
| Schweiz – Österreich     | 10-5           |
| Finnland – Frankreich    | 10-12          |

| 3. Elimination         | 3. Elimination |
| 1. Runde               | 1. Runde       |
| ---------------------- | -------------- |
| Norwegen – Wales       | 11-3           |
| England – Niederlande  | 4-10           |
| 2. Runde               |                |
| Schottland – Norwegen  | 15-3           |
| Österreich – Schweden  | 2-11           |
| Finnland – Niederlande | 4-9            |

| Ergebnisse der ersten Phase     | Ergebnisse der ersten Phase                                                                  |
| ------------------------------- | -------------------------------------------------------------------------------------------- |
| Qualifiziert für Phase 2        | BR Deutschland, Dänemark, Italien, Schweiz, Frankreich, Schottland, Schweden und Niederlande |
| In der Platzierungsrunde (9-14) | Wales, England, Österreich, Finnland und Norwegen                                            |

### Zweite Phase
Die 8 aus die in die zweite Phase aufgestiegen waren, spielten in zwei Eliminationsrunden die 4 Halbfinal Plätze aus.:
- Die 8 Teams spielten in der ersten Eliminationsrunde um 2 Halbfinalplätze.
- Die restlichen 6 Teams spielten in der zweiten Eliminationsrunde um die letzten 2 Halbfinal Plätze.

Die 4 ausgeschiedenen Teams spielten eine Platzierungsrunde um die Ränge 5-8.
| 1. Elimination              | 1. Elimination |
| 1. Runde                    | 1. Runde       |
| --------------------------- | -------------- |
| Dänemark – Schottland       | 7-5            |
| Italien – Niederlande       | 10-6           |
| Schweiz – Frankreich        | 6-7            |
| BR Deutschland – Schweden   | 5-3            |
| 2. Runde                    |                |
| Dänemark – Italien          | 7-3            |
| Frankreich – BR Deutschland | 6-7            |

| 2. Elimination           | 2. Elimination |
| 1. Runde                 | 1. Runde       |
| ------------------------ | -------------- |
| Schottland – Niederlande | 7-6            |
| Schweiz – Schweden       | 7-5            |
| 2. Runde                 |                |
| Frankreich – Schottland  | 8-11           |
| Italien – Schweiz        | 8-9            |

| Ergebnisse der 2. Phase        | Ergebnisse der 2. Phase                          |
| ------------------------------ | ------------------------------------------------ |
| Qualifiziert fürs Halbfinale   | Dänemark, BR Deutschland, Schweiz und Schottland |
| In der Platzierungsrunde (5-8) | Italien, Niederlande, Schweden und Frankreich    |

### Platzierungsrunde
Ränge 9-13
Die fünf in Phase 1 ausgeschiedenen Teams spielten in zwei Eliminationsrunden um die Ränge 9-13
| 1. Elimination        | 1. Elimination |
| 1. Runde              | 1. Runde       |
| --------------------- | -------------- |
| England – Wales       | 11-10          |
| 2. Runde              |                |
| Finnland – England    | 12-9           |
| Norwegen – Österreich | 12-0           |
| Spiel um Rang 9.      |                |
| Finnland – Norwegen   | 1-8            |

| 2. Elimination       | 2. Elimination |
| 1. Runde             | 1. Runde       |
| -------------------- | -------------- |
| Österreich – Wales   | 10-4           |
| Spiel um Rang 11.    |                |
| England – Österreich | 7-5            |

| Endstand | Endstand   |
| -------- | ---------- |
| 9.       | Norwegen   |
| 10.      | Finnland   |
| 11.      | England    |
| 12.      | Österreich |
| 13.      | Wales      |

Ränge 5-8
Die vier in Phase 2 ausgeschiedenen Teams spielten um die Ränge 5-8
| Platzierungsrunde      | Platzierungsrunde |
| Spiel um Rang 7.       | Spiel um Rang 7.  |
| ---------------------- | ----------------- |
| Niederlande – Schweden | 1-9               |
| Spiel um Rang 5.       |                   |
| Frankreich – Italien   | 8-6               |

| Endstand | Endstand    |
| -------- | ----------- |
| 5.       | Frankreich  |
| 6.       | Italien     |
| 7.       | Schweden    |
| 8.       | Niederlande |

|  | Halbfinale | Halbfinale     | Halbfinale |   |         | Finale                      | Finale                      | Finale                      |
|  |            |                |            |   |         |                             |                             |                             |
|  |            |                |            |   |         |                             |                             |                             |
|  | 3          | Dänemark       | 1          |   |         |                             |                             |                             |
|  | 2          | Schweiz        | 2          |   |         |                             |                             |                             |
|  |            |                |            | 3 | Schweiz | 3                           |                             |                             |
|  |            |                |            |   | 1       | BR Deutschland              | 7                           |                             |
|  | 4          | Schottland     | 2          |   |         |                             |                             |                             |
|  | 1          | BR Deutschland | 11         |   |         | Spiel um die Bronzemedaille | Spiel um die Bronzemedaille | Spiel um die Bronzemedaille |
|  |            |                |            |   |         | 2                           | Dänemark                    | 9                           |
|  | 4          | Schottland     | 4          |   |         |                             |                             |                             |
|  |            |                |            |   |         |                             |                             |                             |

| Platz | Land           |
| ----- | -------------- |
| 1     | BR Deutschland |
| 2     | Schweiz        |
| 3     | Dänemark       |
| 4     | Schottland     |
| 5     | Frankreich     |
| 6     | Italien        |
| 7     | Schweden       |
| 8     | Niederlande    |
| 9     | Norwegen       |
| 10    | Finnland       |
| 11    | England        |
| 12    | Österreich     |
| 13    | Wales          |